# Ричланд (окръг, Южна Каролина)
Вижте пояснителната страница за други значения на Ричланд.
Окръг Ричланд (на английски: Richland County) е окръг в щата Южна Каролина, Съединени американски щати. Площта му е 1999 km², а населението – 416 147 души (1 април 2020). Административен център е град Колумбия.